# Ilagan
Ilagan là một đô thị hạng 1 ở tỉnh Isabela, Philippines. Đây là thủ phủ và là đô thị lớn nhất của Isabela (về diện tích và dân số). Theo điều tra dân số năm 2007, đô thị này có dân số 131.243 người trong 24.085 hộ.

## Barangay
Ilagan, Isabela được chia ra 91 barangay.
| - Alibagu - Alinguigan 1st - Alinguigan 2nd - Alinguigan 3rd - Anggasian - Arusip - Baculud - Bagong Silang - Bagumbayan - Baligatan - Ballacong - Bangag - Batong Labang - Bigao - Bliss Village - Cabannugan 1st - Cabannugan 2nd - Cabecera 2 (Dappat) - Cabecera 3 - Cabecera 4 (San Manuel) - Cabecera 5 (Baribad) - Cabecera 6 & 24 (Villa Marcos) - Cabecera 7 (Nangalisan) - Cabecera 8 (Sta. Maria) - Cabecera 9 & 11 (Capogotan) - Cabecera 10 (Lupigui) - Cabecera 14 & 16 (Casilagan) - Cabecera 17 & 21 (San Rafael) - Cabecera 19 (Villa Suerte) - Cabecera 22 (Sablang) | - Cabecera 23 (San Francisco) - Cabecera 25 - Cabecera 27 (Abuan) - Cadu - Carikkikan Norte - Carikkikan Sur - Calamagui 1st - Calamagui 2nd - Camunatan - Capelan - Capo - Centro Poblacion - Centro San Antonio - Fugu - Fuyo - Gayong-gayong Norte - Gayong-gayong Sur - Guinatan - Lullutan - Malalam - Malasin - Manaring - Mangcuram - Marana 1st - Marana 2nd - Marana 3rd - Minabang - Morado - Naguilian Norte - Naguilian Sur | - Namnama - Nanaguan - Osmeña (Sinippil) - Paliueg - Pasa - Pilar - Quimalabasa - Rang-ayan - Rugao - Salindingan - San Andres (Angarilla) - San Felipe - San Ignacio (Canapi) - San Isidro - San Juan - San Lorenzo - San Pablo - San Rodrigo - San Vicente - Sta. Barbara - Sta. Catalina - Sta. Isabel Norte - Sta. Isabel Sur - Sta. Victoria - Sto. Tomas - Siffu - Sindon Bayabo - Sindon Maride - Sipay - Tangcul - Villa Imelda |